# Sénat des Philippines
Pour les autres articles nationaux ou selon les autres juridictions, voir Sénat.
20e Congrès des Philippines
GSIS Building (en)
Le Sénat des Philippines (en philippin : Senado ng Pilipinas ; en anglais : Senate of the Philippines) est la chambre haute du Congrès des Philippines. Il est avec la Chambre des représentants chargé du pouvoir législatif. Cette structure bicamérale est directement inspirée des États-Unis.
Créé en 1916, le Sénat est temporairement supprimé deux fois dans son histoire : de 1935 à 1940 lors de l'instauration du Commonwealth des Philippines, et de 1972 à 1987 sous la dictature de Marcos ; il ne fonctionne également pas de 1942 à 1945 sous l'occupation japonaise.

## Histoire
Le Sénat philippin est créé par la loi Jones en 1916, durant la période de la colonisation américaine. La loi prévoit la création de douze circonscriptions sénatoriales, chacune représentée par deux sénateurs, pour un total de 24 sénateurs. Ces derniers sont élus démocratiquement, sauf dans la douzième circonscription qui regroupait les minorités musulmanes, où les deux sénateurs sont directement nommés par l'administration coloniale,.
En 1935, le Sénat et la Chambre des représentants (soit les chambres haute et basse) sont remplacés par une assemblée unique lors de la création du Commonwealth des Philippines. En 1940, le parlement bicaméral est remis en place, avec un nouveau système électoral pour le Sénat prévoyant non plus un vote dans plusieurs circonscriptions, mais dans une seule circonscription nationale,.
En 1972, sous le régime autoritaire de Ferdinand Marcos, le Sénat est supprimé de nouveau, puis réinstauré par la constitution de 1987 à la suite de la chute de Marcos,.

## Système électoral
Le Sénat des Philippines est composé de 24 sièges pourvus pour six ans mais renouvelés par moitié tous les trois ans au scrutin majoritaire plurinominal dans une circonscription nationale unique.
Chaque électeur dispose d'autant de voix que de sièges à pourvoir, soit douze voix, qu'il répartit aux candidats de son choix, à raison d'une voix par candidat. Les partis philippins font campagne en soutenant des listes préétablies de candidats — le plus souvent limitées à douze pour éviter une dispersion des voix — qui peuvent parfois inclure des candidats d'autres partis voire des candidats sans étiquette. Après décompte des résultats, les douze candidats ayant reçu le plus de suffrages sont déclarés élus.
Les sénateurs sont limités à un maximum de trois mandats de six ans, et ne peuvent en effectuer plus de deux de manière consécutive. Les candidats doivent être âgés d'au moins trente-cinq ans, posséder la nationalité philippine de naissance, savoir lire et écrire, et avoir résidé dans le pays au cours des deux années précédant le scrutin. De plus, une peine d'inéligibilité peut être décidée en cas de faits de corruption d'électeurs ou de responsables électoraux, d'actes terroristes, de dépassement du plafond établi en matière de dépenses électorales, ou de transactions financières illégales.
Le mandat de sénateur est incompatible avec l'exercice de toute fonction ou emploi au sein du Gouvernement, d'un département, d'un organisme gouvernemental, ainsi qu'avec la fonction de conseiller juridique et le fait d'être partie à un contrat gouvernemental.

## Liste des présidents
| Nom                       | Durée                               | Parti                           |
| Manuel L. Quezon          | 29 août 1916 - 17 septembre 1935    | Parti nationaliste              |
| Manuel Roxas              | 9 juillet 1945 - 25 mai 1946        | Parti nationaliste              |
| José Avelino              | 25 mai 1946 – 21 février 1949       | Parti libéral                   |
| Mariano Jesús Cuenco      | 21 février 1949 – 30 décembre 1951  | Parti libéral                   |
| Quintín Paredes           | 5 mars 1952 – 17 avril 1952         | Parti libéral                   |
| Camilo Osías              | 17 avril 1952 – 30 avril 1952       | Parti nationaliste              |
| Eulogio Rodriguez         | 30 avril 1952– 17 avril 1953        | Parti nationaliste              |
| Camilo Osías              | 17 avril 1953 – 30 avril 1953       | Parti libéral                   |
| José Zulueta              | 30 avril 1953 – 30 novembre 1953    | Parti libéral                   |
| Eulogio Rodriguez         | 30 novembre 1953 – 5 avril 1963     | Parti nationaliste              |
| Ferdinand Marcos          | 5 avril 1963 – 30 décembre 1965     | Parti libéral puis nationaliste |
| Arturo Tolentino          | 17 janvier 1966 – 26 janvier 1967   | Parti nationaliste              |
| Gil Puyat                 | 26 janvier 1967 – 23 septembre 1972 | Parti nationaliste              |
| Jovito Malonga            | 27 juillet 1987 - 18 janvier 1992   | Parti libéral                   |
| Neptali Gonzales          | 18 janvier 1992 – 18 janvier 1993   | LDP                             |
| Edgardo Angara            | 18 janvier 1993 – 28 août 1995      | LDP                             |
| Neptali Gonzales          | 29 août 1995 – 10 octobre 1996      | LDP                             |
| Ernesto Maceda            | 10 octobre 1996 – 26 janvier 1998   | NPC                             |
| Neptali Gonzales          | 26 janvier 1998 - 30 juin 1998      | LDP                             |
| Marcelo Fernan            | 27 juillet 1998 – 28 juin 1999      | LDP                             |
| Blas Ople                 | 29 juin 1999 – 12 juillet 2000      | LAMP                            |
| Franklin Drilon           | 12 juillet 2000 – 13 novembre 2000  | LAMP                            |
| Aquilino Pimentel Jr.     | 13 novembre 2000 – 30 juin 2001     | PDP-Laban                       |
| Franklin Drilon           | 23 juillet 2001 – 24 juillet 2006   | Indépendant puis libéral        |
| Manuel Villar             | 24 juillet 2006 - 17 novembre 2008  | Parti nationaliste              |
| Juan Ponce Enrile         | 17 novembre 2008 - 5 juin 2013      | PMP                             |
| Jinggoy Estrada (intérim) | 5 juin 2013 - 30 juin 2013          | PMP                             |
| Franklin Drilon           | 22 juillet 2013 – 30 juin 2016      | Parti libéral                   |
| Koko Pimentel             | 25 juillet 2016 – 21 mai 2018       | PDP-Laban                       |
| Tito Sotto                | 21 mai 2018 - 30 juin 2022          | NPC                             |
| Juan Miguel Zubiri (en)   | 25 juillet 2022 - 20 mai 2024       | Indépendant                     |
| Francis Escudero (en)     | Depuis le 20 mai 2024               | NPC                             |